# Szarvas lunda
A szarvas lunda (Fratercula corniculata) a madarak osztályának lilealakúak (Charadriiformes) rendjébe és az alkafélék (Alcidae) családjába tartozó faj.
A magyar név forrással nincs megerősítve.

## Rendszerezése
A fajt Johann Friedrich Naumann német természettudós írta le 1821-ben, az Mormon nembe Mormon corniculata néven.

## Előfordulása
A Csendes-óceán északi részén, Szibéria, Japán, Alaszka és Kanada tengerpartjainál és sziklás szigetein költ. Természetes élőhelyei a tengerpartok és a nyílt óceán. Nem vonuló, de kóborló faj.

## Megjelenése
Testhossza 41 centiméter, szárnyfesztávolsága 56-58 centiméter.
|  |  |

## Életmódja
Főleg halakkal, valamint tintahalakkal és gerinctelenekkel táplálkozik, melyre lemerülve vadászik.

## Szaporodása
Fészkét telepesen sziklahasadékba készíti. Fészekalja egy tojásból áll.
|  |  |

## Természetvédelmi helyzete
Az elterjedési területe nagyon nagy, egyedszáma ugyan csökken, de még nem éri el a kritikus szintet. A Természetvédelmi Világszövetség Vörös listáján nem fenyegetett fajként szerepel.